# Wołodymyr Ostapczuk
Wołodymyr Wałerijowycz Ostapczuk (ukr. Володимир Валерійович Остапчук, ur. 27 września 1984 w Humaniu) – ukraiński prezenter telewizyjny i radiowy.

## Wykształcenie
Ukończył naukę na Humańskim Uniwersytecie Pedagogicznym im. Pawła Tyczyny.

## Kariera medialna
W 2013 użyczył głosu postaci Hansa w ukraińskiej wersji językowej filmu Kraina lodu.
W maju 2017 współprowadził 62. Konkurs Piosenki Eurowizji organizowany w Kijowie. Od 27 sierpnia współprowadzi gościnnie program rozrywkowy 1+1 Tanci z zirkamy.
Był uczestnikiem szóstej edycji programu 1+1 Tanci z zirkamy (2019).